# كاي بهرنسماير
آنا كاثرين «كاي» بهرنسماير (بالإنجليزية: Kay Behrensmeyer)‏ عالمة أمريكية في مجال التاريخ الحفري والبيئة القديمة، كما أنّها رائدة في دراسة السجلّات الأحفورية للأنظمة البيئية الأرضية، ومشاركة أبحاث التاريخ الحفري والأبحاث الجيولوجية ضمن المجال البيئي للتطور البشري في شرق إفريقيا. كما أنها الأمينة على الحيوانات المتحجرة الفقارية الموجودة في قسم الفقاريات في المتحف الوطني للتاريخ الطبيعي (واشنطن) التابع لمؤسسة سميثسونيان. وتعمل في المتحف أيضًا كمديرة مشاركة لبرنامج تطور الأنظمة البيئية الأرضية، ومشاركة في برنامج أصول الإنسان.

## المسيرة والتعليم
حصلت بهرنسماير على شهادة البكالوريوس من جامعة واشنطن في سانت لويس.
وفي عام 1968م، أجرت بهرنسماير بحثًا دقيقًا للتكوين الجيولوجي لوثاجم، وهو تكوينُ أحفوريّ موجود في كينيا، يعود تاريخهُ إلى فترة نهاية العصر الميوسيني وبداية العصر البليوسيني، وعقب ذلك، حددت ست وحدات ليثوستراتيجرافية. وقامت لاحقًا بعمل مخطّط للعينات الأحفورية التي تمّ جمعها عام 1967م، ونشرت قائمة الحيوانات في تكوين لوثاجم 3 عام 1967م. 
بينما كانت بهرنسماير طالبة دراساتٍ عُليا في جامعة هارفرد عام 1969م، تلقّت دعوةً من المتخصّص في علم أصول البشر ريتشارد ليكي لتكون جيولوجيّةً فريقه ولرسم خريطة للرواسب الأحفوريّة في منطقة كوبي فورا في كينيا. عثرت بهرنسماير على تجمع لأدوات حجرية متآكلة من الطفة البركانية، وهي طبقة رمادٍ ناتجةٍ من انفجار قديمٍ. سمّي هذا الموقع لاحقًا على اسمها تشريفًا لها، وسميّت الطبقة بموقع طفة كاي بهرنسماير (KBS Tuff). كانت الأدوات التي تمّ العثور عليها مشابهةً لتلك الأدوات التي عثرت عليها ميري ليكي في أولدفيا جورج، وحدّد قياسُ العمر الإشعاعي الذي أجراه الفريقُ عمر هذه الأحافير بحوالي 2.6 مليون سنة. كان تقدير عمر الموقع مثيرًا للجدل، حيث أنه ناقض دليلًا بيولوجيًّا قديمًا، ثم أُجري بحثٌ مستقل آخر بعد ذلك وقدّر العمر ب 1.9 مليون سنة.
حصلت بهرنسماير على شهادة الدكتوراة في علم الرواسب وعلم الأحافير الفقاريّة من قسم الدراسات الجيولوجيّة في جامعة هارفرد عام 1973م. وأظهرت أطروحتها التي تمّ نشرها عام 1975 أن تركيب أحافير الحيوانات الفقاريّة لشرق توركانا وكينيا يتغير مع تغيّر البيئة الرسوبيّة (قناة، سهل فيضي، حواف البحيرات)، الأمر الذي زوّد بمعلومات جديدة في علم التاريخ الحفري وعلم البيئة القديمة لارتباط أسلاف البشر في رسوبيات العصر البليوسيني-الجليدي. تقلدّت عدّة مناصب بعد حصولها على الدكتوراة في جامعة كاليفورنيا (بركلي)، وجامعة ييل، ودرّست في مجلس علوم الأرض التابع لجامعة كاليفورنيا (سانتا كروز) قبل أن تبدأ مسيرتها في مؤسسة سميثسونيان عام 1981م، ومنذ عام 1986م، قادت بهرنسماير البحوث العلمية للتكوين الجيولوجي أولورجيسالي الواقع في شرق إفريقيا.
ومنذ عام 1987م، عملت بهرنسماير كمديرٍ مشاركٍ لبرنامج النظم البيئية الأرضية في المتحف الوطني للتاريخ الطبيعيّ. وعملت كقائمة بأعمال مدير العلوم في نفس المتحف من عام 1993 حتى عام 1996م. وعملت كمحررة مشاركة في مجلة باليوبيولجي (مجلة العلم الحيوي القديم)، ومجلة بالايوس، ومجلة باليوكلايمتس. ومن عام 1985م حتى عام 1987م، كانت بهرنسماير ضمن لجنة المحررين المشاركين في دورية التطوّر البشري (Journal of Human Evolution)، كما أنها تعمل كأستاذة مساعدة في كل من جامعة أريزونا وجامعة جورج واشنطن.
وإلى جانب أبحاث بهرنسماير في البيئة القديمة والتاريخ الحفري لرسوبيات أسلاف البشر في حوض أولورجيسالي، وبحيرة بارينجو وكوبي فورا في شرق تركانا، أجرت بهرنسماير دراسة بحثيّة طويلة الأمد بدأت عام 1975م وبالشّراكة مع البيئيّ ديفيد ويسترن على التاريخ الحفريّ لبقايا الحيوانات الفقارية في حديقة أمبوسيلي الوطنية في كينيا. تضمنت هذه الدراسة تعداد الحيوانات الحيّة والجثث كلّ 5 إلى 10 سنوات، وأشارت إلى أنه يمكن استخدام المجموعات الأحفوريّة الحيوانيّة في المناطق الاستوائيّة للاستنتاج والاستدلال على البيئات القديمة وذلك عندما يتم أخذ تاريخ حفريات ما بعد الترسيب بالحسبان. تضمنت مشاريعها الأخرى إجراء استكشافات ميدانية وتحليل التاريخ الحفري والبيئة القديمة للحيوانات الفقارية في فترة الثلاثي المتأخر-الجوارسي المبكر في أريزونا، وكذلك بحث عن البيئة القديمة للفترة الميوسينية لجبل سيفاليك الباكستاني. تقوم بهرنسماير أيضًا بتأليف مجموعة من المراجع عن العظام والحفريّات في المتحف الوطني للتاريخ القديم.
أدرج اسمها ضمن قائمة «أهم 50 عالمة نسوية» في مجلة ديسكفر عام 2002.

## الأوسمة والجوائز
- 2016: ميدالية ريموند موور للجمعية الجيولوجية الرسوبية.[17]
- 2018: ميدالية رومر-سبمبسون لجمعية الحيوانات الفقارية.[18]
- 2018: ميدالية جمعية الحفريات القديمة.[19]
- 2019: جائزة جي كي وارن. [20]